# NGC 3459
NGC 3459 is een spiraalvormig sterrenstelsel in het sterrenbeeld Beker. Het hemelobject werd in 1886 ontdekt door de Amerikaanse astronoom Francis Preserved Leavenworth.

## Synoniemen
- MCG -3-28-22
- IRAS 10522-1646
- PGC 32782